# Jihomoravská pánev
Jihomoravská pánev (slovensky Juhomoravská panva) je geomorfologická oblast Vídeňské pánve v Česku a na Slovensku. Obsahuje jediný geomorfologický celek, a to Dolnomoravský úval.
Pánev na českém území vybíhá severním výběžkem podél toku Moravy k Napajedlům, osu tvoří Dyjsko-moravská niva, kterou lemují nížinné pahorkatiny s erozně-akumulačním povrchem.